# Аґнешково (Мазовецьке воєводство)
Аґнешково (пол. Agnieszkowo) — село в Польщі, у гміні Щутово Серпецького повіту Мазовецького воєводства.
Населення — 186 осіб (2011).
У 1975-1998 роках село належало до Плоцького воєводства.

## Демографія
Демографічна структура станом на 31 березня 2011 року:
|          | Загалом | Допрацездатний вік | Працездатний вік | Постпрацездатний вік |
| -------- | ------- | ------------------ | ---------------- | -------------------- |
| Чоловіки | 85      | 25                 | 51               | 9                    |
| Жінки    | 101     | 31                 | 48               | 22                   |
| Разом    | 186     | 56                 | 99               | 31                   |